# قائمة برمجيات مايكروسوفت

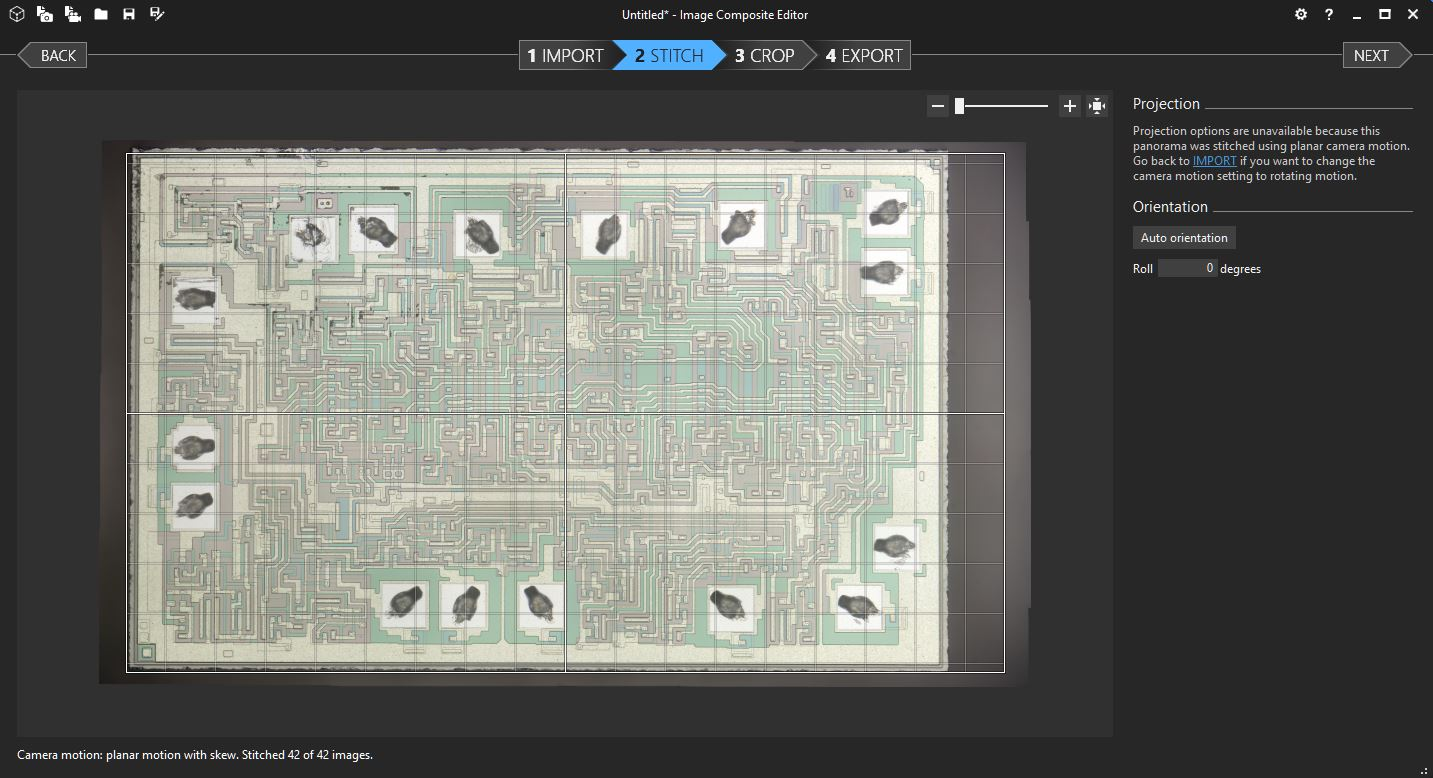
محرر الصور المركب لبحوث Microsoft

قائمة بأسماء البرامج التي أنتجتها شركة مايكروسوفت

## المستخدم العادي

### برامج موجودة الآن

#### برامج إنترنت
- انترنت اكسبلورر
- ويندوز لايف
- ويندوز لايف ماسنجر
- إيه إس بي دوت نت
- مايكروسوفت سيلفرلايت
- سكايب
- الحماية العائلية المباشرة من ويندوز
- مايكروسوفت آوتلوك
- بريد ويندوز لايف

#### برامج مكتبية
مجموعة برامج «مايكروسوفت أوفيس» Microsoft Office
- مايكروسوفت أكسس
- مايكروسوفت إكسل
- مايكروسوفت فرونت بيج
- مايكروسوفت إنفو باث
- نوتباد (محرر نصوص)
- مايكروسوفت ون نوت
- مايكروسوفت آوتلوك
- مايكروسوفت باوربوينت
- مايكروسوفت بروجكت
- مايكروسوفت بوبليشر
- مايكروسوفت فيزيو
- مايكروسوفت وورد
- مايكروسوفت ووركس

## إصدارات أخرى
- مايكروسوفت سرفر
- مايكروسوفت شير بوان
- مايكروسوفت ازير
- ميكروسوفت إس كيو إل سيرفر
- ويندوز ميديا بلاير
- ويندوز ليف
- ويندوز موبايل
- حاسوب كفي
- HomeOS

### برامج توقفت أو تم استبدالها بأخرى
- إنكارتا
- إنترنت أكسبلور لماك
- مايكروسوفت بوب
- مايكروسوفت موني

## المطورون
مجموعة برامج «مايكروسوفت إكسبرشن» Microsoft Expression

## تسلية وترفيه
- أيدج أوف إمبايرز (سلسلة)
- هيلو (سلسلة)
- مايكروسوفت فلايت سيميولتر
- نهضة الأمم